# 玉藻前

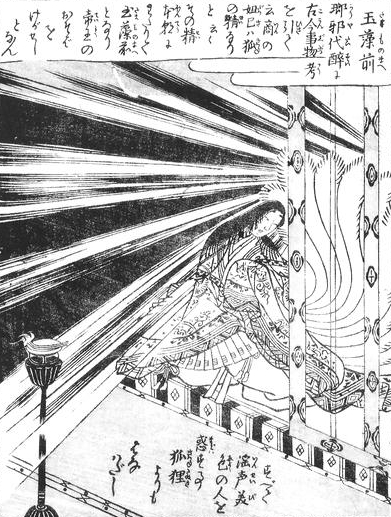
玉藻前。鳥山石燕著『今昔画図続百鬼』より。その姿の後ろには狐の尾が見える。

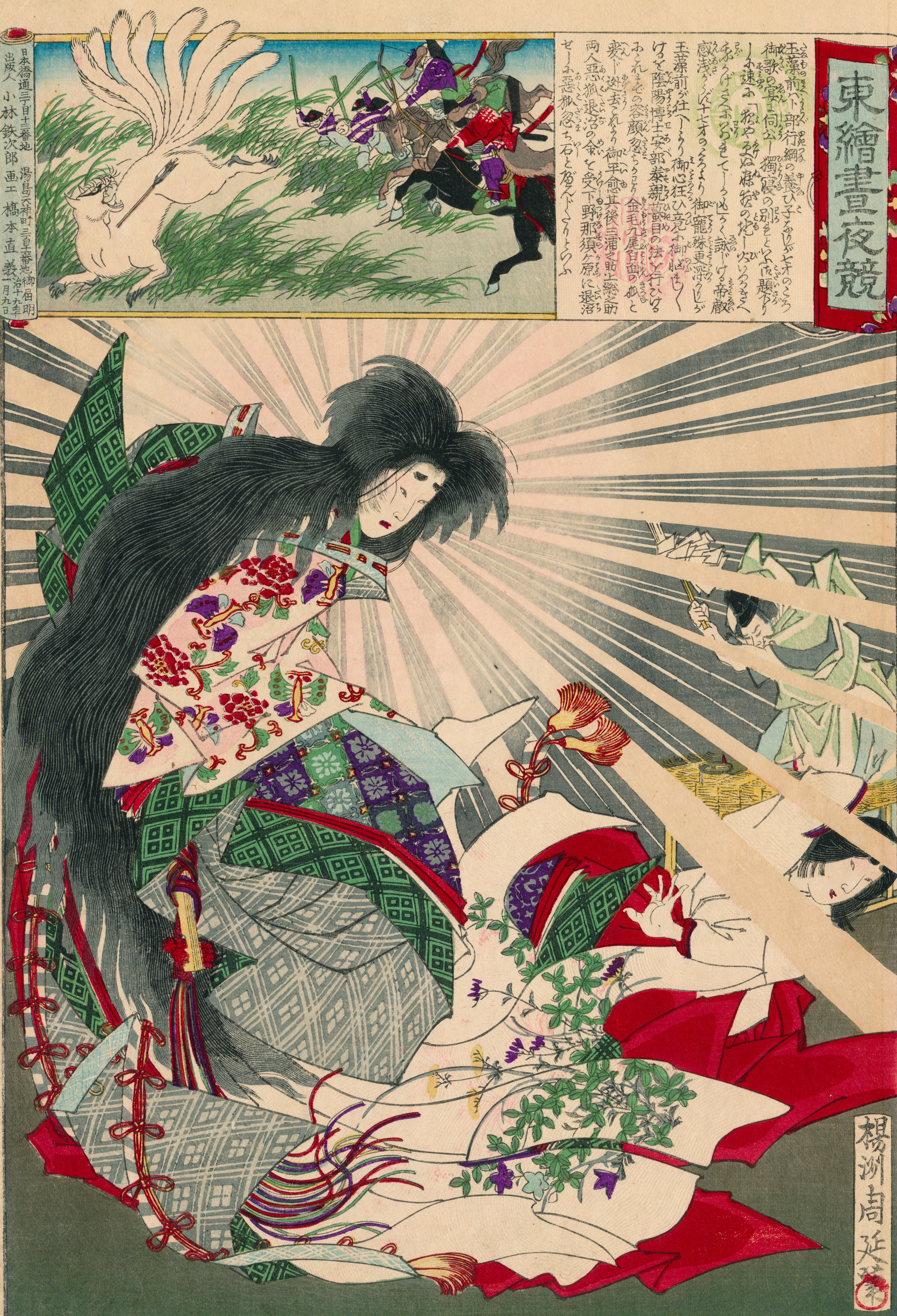
玉藻前。楊洲周延画「東錦昼夜競」明治19年（1886年）より

玉藻前（たまものまえ）は、平安時代末期に鳥羽上皇の寵姫であったとされる伝説上の人物。妖狐の化身であり、正体を見破られた後、下野国那須野原で殺生石になったという。

## 歴史
玉藻前の伝説の成立期は室町時代前期以前であると考えられ、古くは史書の『神明鏡』（14世紀後半）、御伽草子の『玉藻の草子』（室町時代）、能の『殺生石』、『下学集』（1444年）などに見られる。『玉藻の草子』の諸本中、古い系統と考えられるものには殺生石説話が見られず、これは後に付加されたものと考えられる。この頃すでに玉藻前の前歴として斑足王の夫人および周の幽王の后の褒姒が挙げられているが、唐土・天竺の条が本格的に語られるのは、江戸時代の高井蘭山の読本『絵本三国妖婦伝』 （1803年 - 1805年）や 岡田玉山の読本『絵本玉藻譚』 （1805年）によってである。この際に殷の妲己もまた玉藻前と関連付けられ、玉藻前は九尾の狐の化身であるとされた。その後の文化文政期には玉藻前の物語が大いに流行し、松梅枝軒・佐川藤太の浄瑠璃『絵本増補玉藻前曦袂』（1806年）をはじめとする多くの作品が作られた。
玉藻前のモデルは、鳥羽上皇に寵愛された皇后美福門院（藤原得子）ともいわれる。摂関家などの名門出身でもない彼女が皇后にまで成り上がり、自分の子や猶子を帝位につけるよう画策し中宮待賢門院（藤原璋子）を失脚させ、崇徳上皇や藤原忠実・藤原頼長親子と対立し保元の乱や平治の乱を引き起こし、更には武家政権樹立のきっかけを作った史実が下敷きになっているという（ただし、美福門院が実際にどの程度まで皇位継承に関与していたかについては諸説ある）。

## 伝説の概要
以下には『絵本三国妖婦伝』に記載されている伝説を記す。
最初は藻女（みくずめ）と呼ばれたとされ、子に恵まれない夫婦の手で大切に育てられ、美しく成長した。18歳で宮中で仕え、のちに鳥羽上皇に仕える女官となって玉藻前（たまものまえ）と呼ばれる。その美貌と博識から次第に鳥羽上皇に寵愛されるようになった。
しかしその後、上皇は次第に病に伏せるようになり、朝廷の医師にも原因が分からなかった。しかし陰陽師・安倍泰成が玉藻前の仕業と見抜く。安倍が真言を唱えた事で玉藻前は変身を解かれ、九尾の狐の姿（『玉藻の草子』では二尾の狐として描かれている）で宮中を脱走し、行方を眩ました。
その後、那須野（現在の栃木県那須郡周辺）で婦女子をさらうなどの行為が宮中へ伝わり、鳥羽上皇はかねてからの那須野領主須藤権守貞信の要請に応え、討伐軍を編成。三浦介義明、千葉介常胤、上総介広常を将軍に、陰陽師・安部泰成を軍師に任命し、軍勢を那須野へと派遣した。
那須野で、既に九尾の狐と化した玉藻前を発見した討伐軍はすぐさま攻撃を仕掛けたが、九尾の狐の妖術などによって多くの戦力を失い、失敗に終わった。三浦介と上総介をはじめとする将兵は犬の尾を狐に見立てた犬追物で騎射を訓練し、再び攻撃を開始する。
対策を十分に練ったため、討伐軍は次第に九尾の狐を追い込んでいった。九尾の狐は貞信の夢に娘の姿で現れ許しを願ったが、貞信はこれを狐が弱っていると読み、最後の攻勢に出た。そして三浦介が放った二つの矢が脇腹と首筋を貫き、上総介の長刀が斬りつけたことで、九尾の狐は息絶えた。
その後、九尾の狐は巨大な毒石に変化し、近づく人間や動物等の命を奪うようになった。そのため村人は後にこの毒石を「殺生石」と名付けた。この殺生石は鳥羽上皇の死後も存在し、周囲の村人たちを恐れさせた。鎮魂のためにやって来た多くの高僧ですら、その毒気に次々と倒れたが、南北朝時代、会津の元現寺を開いた玄翁和尚が殺生石を破壊し、破壊された殺生石は各地へと飛散したといわれる。
玉藻前の経歴は中国古代王朝殷にまで遡る。殷の最後の王である紂の后、妲己の正体は齢千年を経た九尾の狐であり、王の妾であった寿羊という娘を食い殺し、その身体を乗っ取って王を惑わせたとされる。王と妲己は酒池肉林にふけり、無実の人々を炮烙の刑にかけるなど、暴政を敷いたが、周の武王率いる軍勢により捕らえられ、処刑された。またこの処刑の際に妲己の妖術によって処刑人が魅せられ首を切ることができなくなったが、太公望が照魔鏡を取り出して妲己にかざし向けると、九尾の狐の正体を現して逃亡しようとした。太公望が宝剣を投げつけると、九尾の体は三つに飛散した。

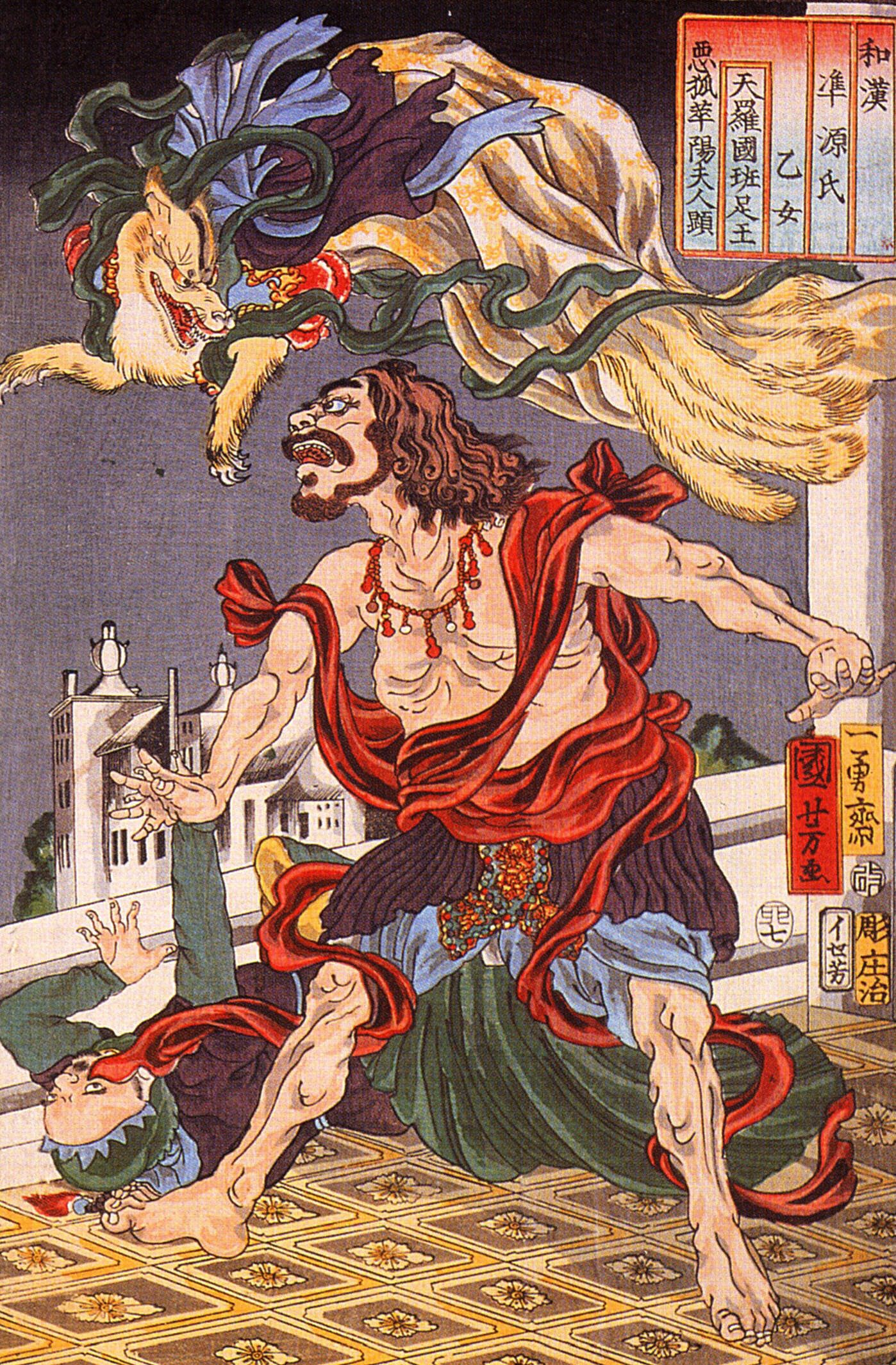
歌川国芳による斑足王と九尾の狐

しかしその後、天竺の摩竭陀（）国の王子、斑足太子（）の妃華陽夫人として再び現れ、王子へ千人の首をはねるようにそそのかすなど暴虐の限りを尽くしたが、耆婆（きば）という人物が夫人を魔界の妖怪と見破り、金鳳山中で入手した薬王樹で作った杖で夫人を打つとたちまち九尾の狐の正体を現し、北の空へ飛び去って行った。
周の第十二代の王、幽王の后、褒姒も九尾の狐とされる。褒姒がなかなか笑わないので、幽王はさまざまな手立てを使って彼女を笑わそうとし、ある日何事もないのに王が烽火（）を上げ、諸侯が集まったという珍事に初めて笑ったといわれ、それを機に王は何事もないのに烽火を上げ、諸侯が烽火をみても出動することが無くなり、後に褒姒により后の座を追われた申后の一族が周を攻めたとき、王は烽火を上げたが諸侯は集まらず、王は殺され、褒姒は捕虜にされたが、いつの間にか行方知れずとなっていた。後に若藻という16歳ほどの少女に化け、吉備真備の乗る遣唐使船に同乗し、来日を果たしたとされる。

## 玉藻前を祀る神社
玉藻前（殺生石）を祀る神社として次が挙げられる。
- 栃木県大田原市の玉藻稲荷神社
- 那須町の那須温泉神社の境内にある九尾稲荷神社
- 喰初寺境内の九尾稲荷神社
- 那須烏山市の解石神社
- 那須塩原市の椿稲荷神社
- 福島県白河市の常在院の中の法石稲荷社
- 大沼郡の伊佐須美神社の境内の殺生石稲荷神社
- 岡山県真庭市の化生寺の鎮守社の玉雲宮（玉雲大権現）
- 宮崎県宮崎市の内山神社

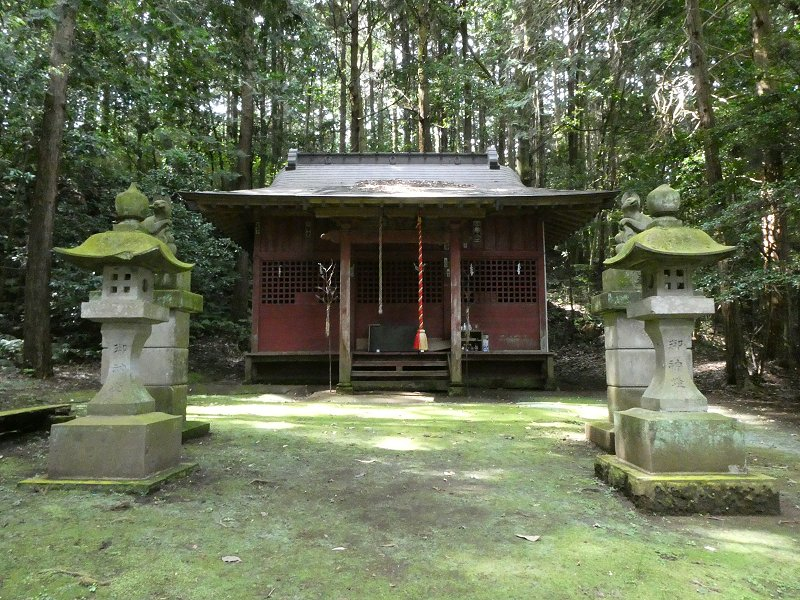
玉藻稲荷神社
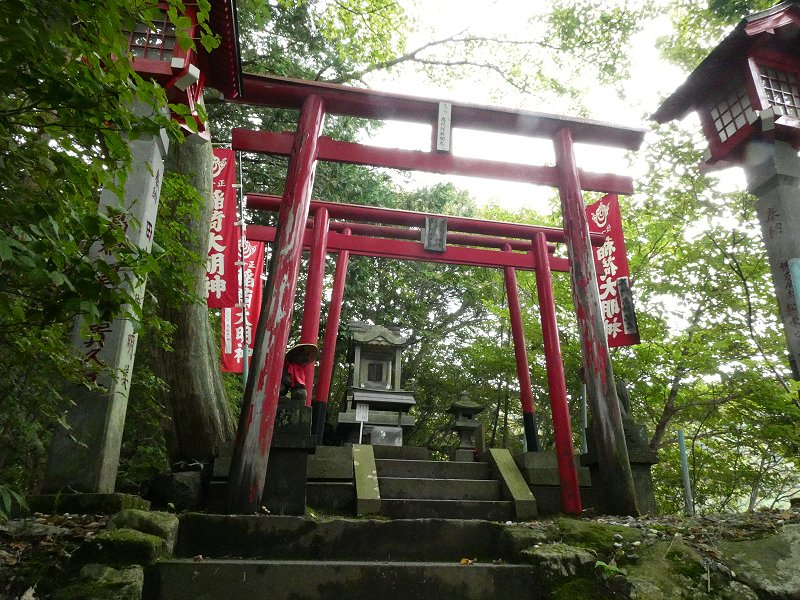
那須温泉神社の九尾稲荷神社

## 玉藻前を扱った文献・伝統芸能

### 室町時代
- 御伽草子『玉藻の草紙』（別名『玉藻前』、『玉藻前物語』）
- 能『殺生石』

### 江戸時代
- 18世紀中頃？ - 作者不明『是は御ぞんじのばけ物にて御座候』（これはごぞんじのばけものにてござそうろう）赤本

妖怪の見越入道とももんがの合戦を描いた作品で、見越入道に味方する妖怪のひとりとして玉藻前が登場する。
- 1751年（寛延4年） - 浪岡橘平・浅田一鳥・安田蛙桂『玉藻前曦袂』（たまものまえあさひのたもと）人形浄瑠璃
- 1762年（宝暦12年） - 金井三笑『玉藻前桂黛』（たまものまえかつらのまゆずみ）歌舞伎
- 1803年 - 1805年（享和3年 - 文化2年） - 高井蘭山『絵本三国妖婦伝』読本
- 1805年（文化2年） - 岡田玉山『絵本玉藻譚』読本
- 1806年（文化3年） - 曲亭馬琴『勧善常世物語』（かんぜんつねよものがたり）読本
- 1806年（文化3年） - 近松梅枝軒・佐川藤太『絵本増補玉藻前曦袂』（えほんぞうほ たまものまえあさひのたもと）人形浄瑠璃

寛延4年の『玉藻前曦袂』を増補改作したもの。現行の文楽・歌舞伎で『玉藻前曦袂』として上演されるのはこの作品だが、いずれも三段目の「道春館」だけ上演されるのが普通である。
- 1807年（文化4年） - 鶴屋南北『三国妖婦伝』歌舞伎
- 1808年（文化5年） - 山東京伝『糸車九尾狐』合巻
- 1808年（文化5年） - 式亭三馬『玉藻前竜宮物語』合巻
- 1809年（文化6年） - 式亭三馬『玉藻前三国伝記』合巻
- 1811年（文化8年） - 鶴屋南北『玉藻前尾花錦絵』（たまものまえおばなのにしきえ）歌舞伎
- 1819年（文政2年） - 二代目桜田治助他 『御名残押絵交張』（おんなごりおしえのまぜはり）歌舞伎

江戸中村座において三代目中村歌右衛門が演じた九変化舞踊。天人・狂乱・黒人・知盛・梓巫女・鳥羽絵・関羽・傾城、そして最後に玉藻前を踊った。
- 1821年（文政4年） - 鶴屋南北『玉藻前御園公服』（たまものまえくもいのはれぎぬ）歌舞伎
- 1824年（文政7年） - 曲亭馬琴『殺生石後日怪談』（せっしょうせきごにちのかいだん）合巻